# Hymn to St Cecilia
Hymn to St Cecilia, Op. 27 è un brano corale di Benjamin Britten (1913–1976), ambientazione di una poesia di W.H. Auden scritta tra il 1940 e il 1942. Il titolo originale di Auden era "Three Songs for St. Cecilia's Day" ("Tre canzoni per il giorno di Santa Cecilia") e in seguito pubblicò la poesia come "Anthem for St. Cecilia’s Day (for Benjamin Britten)" ("Inno per la festa di Santa Cecilia (per Benjamin Britten)").

## Storia
Da molto tempo Britten voleva scrivere un pezzo dedicato a Santa Cecilia per una serie di motivi. In primo luogo, era nato il giorno di Santa Cecilia; in secondo luogo, Santa Cecilia è la santa patrona della musica; e infine c'è una lunga tradizione in Inghilterra di scrivere odi e canzoni a Santa Cecilia. I più famosi di questi sono di John Dryden ("Una canzone per il giorno di Santa Cecilia" 1687) e le opere musicali di Henry Purcell, Hubert Parry, E. Florence Whitlock e Georg Friedrich Händel. Un'altra opera più breve di Herbert Howells ha il titolo simile A Hymn for St Cecilia, ma fu scritta più tardi, nel 1960. Il primo riferimento esistente al desiderio di Britten di scrivere un'opera del genere risale al 1935, quando Britten scrisse nel suo diario "Sto avendo un grande difficoltà a trovare parole latine per un inno che ho in mente per Santa Cecilia. Trascorro la mattina a caccia."
Britten incontrò Auden, per la prima volta, più tardi quello stesso anno e in seguito lavorò con lui su una serie di opere su vasta scala, tra le quali l'operetta Paul Bunyan (1941). Britten chiese ad Auden di fornirgli un testo per la sua ode a Santa Cecilia, e Auden lo fece, inviando la poesia in sezioni per tutto il 1940, insieme a consigli su come Britten potesse essere un artista migliore. Questo sarebbe stato uno degli ultimi lavori a cui avrebbero collaborato. Secondo il partner di Britten, Peter Pears, nel 1980 "Ben era su una strada diversa ora e non era più disposto a essere dominato - costretto - da Wystan, la cui sensibilità musicale gli era ben nota... Forse potrebbe aver detto di aver dato l'addio al lavoro con Wystan con la sua meravigliosa ambientazione dell'Inno (Anthem) a Santa Cecilia". 
Britten iniziò ad impostare Hymn to St. Cecilia negli Stati Uniti, certamente nel giugno 1941, quando era programmato che a New York si sarebbe tenuta un'esibizione della neonata Elizabethan Singers qualche tempo dopo quell'anno. Nel 1942 (nel bel mezzo della seconda guerra mondiale) Britten e Pears decisero di tornare a casa in Inghilterra. Gli ispettori doganali confiscarono tutti i manoscritti di Britten, temendo che potessero essere un qualche tipo di codice. Britten riscrisse il manoscritto mentre era a bordo della MS Axel Johnson e lo terminò il 2 aprile 1942. Fu scritto contemporaneamente a A Ceremony of Carols, che condivide lo stesso sentimento di affetto.
Il testo stesso segue la tradizione delle odi, inclusa un'invocazione alla musa: "Beata Cecilia/Appare in visioni a tutti i musicisti/Appare ed ispira". Britten usa questo come un ritornello in tutto il pezzo, mentre è l'ultima parte della prima sezione di Auden.

## Struttura
Il brano è diviso in tre sezioni, più tre ripetizioni del ritornello, con leggere variazioni, che seguono ciascuna sezione. La prima sezione è molto simile al ritornello, espresso nella scala frigia di mi e con la stessa melodia. La seconda sezione è uno scherzo con una forma di fuga modificata. La terza sezione è più lirica, con assoli in ciascuna voce che descrivono uno strumento diverso, tradizionale nelle odi a Santa Cecilia.
L'inno fu eseguito per la prima volta (alla radio) nel 1942.